# Motta (Macugnaga)
Motta is een plaats (frazione) in de Italiaanse gemeente Macugnaga.